# Jean Carlos González
Jean Carlos González es un  jugador de fútbol venezolano que juega de defensa y su actual equipo es Carabobo FC.

## Trayectoria
Debutó en Caracas FC en el año 2004 dónde se iría media temporada a Italmaracaibo. En el 2005 pasó por Carabobo FC donde fue cedido a Aragua FC y Estudiantes FC. En el 2008 regresa de Unión Lara FC.

## Clubes
| Club           | País      | Temporadas |
| -------------- | --------- | ---------- |
| Caracas FC     | Venezuela | 2004       |
| Italmaracaibo  | Venezuela | 2004       |
| Carabobo FC    | Venezuela | 2005-2006  |
| Aragua FC      | Venezuela | 2006-2007  |
| Estudiantes FC | Venezuela | 2007       |
| Unión Lara FC  | Venezuela | 2008       |
| Carabobo FC    | Venezuela | 2008       |